# لیگ آزادگان ۱۳۷۳
لیگ آزادگان ۱۳۷۳ چهارمین دوره جام آزادگان و سیزدهمین دوره لیگ فوتبال ایران که توسط فدراسیون فوتبال ایران برگزار شد.
تیم سایپا تهران برای دومین بار قهرمان این دوره از رقابت‌ها شد و به مسابقات جام باشگاه‌های آسیا ۱۹۹۵ راه پیدا کرد.

## جدول رده‌بندی

### گروه اول
| رتبه | تیم            | بازی | برد | مساوی | باخت | زده | خورده | تفاضل | امتیاز | توضیحات            |
| ---- | -------------- | ---- | --- | ----- | ---- | --- | ----- | ----- | ------ | ------------------ |
| ۱    | سایپا          | ۲۲   | ۱۱  | ۷     | ۴    | ۳۰  | ۱۶    | +۱۴   | ۲۹     | صعود به نیمه نهایی |
| ۲    | استقلال تهران  | ۲۲   | ۱۰  | ۷     | ۵    | ۲۵  | ۲۰    | +۵    | ۲۷     | صعود به نیمه نهایی |
| ۳    | ماشین‌سازی      | ۲۲   | ۹   | ۷     | ۶    | ۲۷  | ۲۱    | +۶    | ۲۵     |                    |
| ۴    | شهرداری تبریز  | ۲۲   | ۷   | ۱۰    | ۵    | ۲۶  | ۲۲    | +۴    | ۲۴     |                    |
| ۵    | جنوب اهواز     | ۲۲   | ۶   | ۱۲    | ۴    | ۲۳  | ۱۹    | +۴    | ۲۴     |                    |
| ۶    | سپاهان         | ۲۲   | ۸   | ۶     | ۸    | ۲۸  | ۲۵    | +۳    | ۲۲     |                    |
| ۷    | نفت قائم‌شهر    | ۲۲   | ۸   | ۶     | ۸    | ۲۰  | ۲۲    | -۲    | ۲۲     | سقوط به دسته دوم   |
| ۸    | چوکا تالش      | ۲۲   | ۷   | ۸     | ۷    | ۱۵  | ۱۹    | -۴    | ۲۲     | سقوط به دسته دوم   |
| ۹    | بانک تجارت     | ۲۲   | ۷   | ۷     | ۸    | ۲۷  | ۲۲    | +۵    | ۲۱     | سقوط به دسته دوم   |
| ۱۰   | پیام گچ خراسان | ۲۲   | ۶   | ۶     | ۱۰   | ۲۱  | ۳۲    | -۱۱   | ۱۸     | سقوط به دسته دوم   |
| ۱۱   | پارس‌خودرو      | ۲۲   | ۲   | ۱۱    | ۹    | ۱۹  | ۲۹    | -۱۰   | ۱۵     | سقوط به دسته دوم   |
| ۱۲   | نفت آبادان     | ۲۲   | ۳   | ۹     | ۱۰   | ۲۷  | ۳۵    | -۸    | ۱۵     | سقوط به دسته دوم   |

### گروه دوم
| رتبه | تیم            | بازی | برد | مساوی | باخت | زده | خورده | تفاضل | امتیاز | توضیحات            |
| ---- | -------------- | ---- | --- | ----- | ---- | --- | ----- | ----- | ------ | ------------------ |
| ۱    | پرسپولیس تهران | ۲۲   | ۱۴  | ۵     | ۳    | ۵۳  | ۱۷    | +۳۶   | ۳۳     | صعود به نیمه نهایی |
| ۲    | کشاورز         | ۲۲   | ۸   | ۱۱    | ۳    | ۲۶  | ۱۵    | +۱۱   | ۲۷     | صعود به نیمه نهایی |
| ۳    | برق شیراز      | ۲۲   | ۸   | ۱۰    | ۴    | ۱۸  | ۱۱    | +۷    | ۲۶     |                    |
| ۴    | استقلال اهواز  | ۲۲   | ۸   | ۱۰    | ۴    | ۳۱  | ۲۷    | +۴    | ۲۶     |                    |
| ۵    | آرارات         | ۲۲   | ۸   | ۹     | ۵    | ۳۱  | ۱۹    | +۱۲   | ۲۵     |                    |
| ۶    | پاس تهران      | ۲۲   | ۶   | ۱۳    | ۳    | ۳۲  | ۲۲    | +۱۰   | ۲۵     |                    |
| ۷    | ملوان انزلی    | ۲۲   | ۸   | ۸     | ۶    | ۲۳  | ۱۶    | +۷    | ۲۴     |                    |
| ۸    | ذوب‌آهن         | ۲۲   | ۶   | ۱۱    | ۵    | ۳۱  | ۳۴    | -۳    | ۲۳     | سقوط به دسته دوم   |
| ۹    | تراکتورسازی    | ۲۲   | ۵   | ۱۰    | ۷    | ۲۹  | ۳۱    | -۲    | ۲۰     | سقوط به دسته دوم   |
| ۱۰   | نساجی مازندران | ۲۲   | ۳   | ۹     | ۱۰   | ۱۶  | ۳۲    | -۱۶   | ۱۵     | سقوط به دسته دوم   |
| ۱۱   | قدس ساری       | ۲۲   | ۵   | ۴     | ۱۳   | ۱۶  | ۳۳    | -۱۷   | ۱۴     | سقوط به دسته دوم   |
| ۱۲   | شاهین بوشهر    | ۲۲   | -   | ۵     | ۱۷   | ۷   | ۵۶    | -۴۹   | ۵      | سقوط به دسته دوم   |

## مرحله حذفی

### رفت نیمه‌نهایی
| ۳۰ دی ۱۳۷۳ ۲ | سایپا             | ۱–۰ | کشاورز | تهران                                                        |
|              | حمید علیدوستی ۴۴' |     |        | ورزشگاه: ورزشگاه آزادی تماشاگران: ۱۰۰٬۰۰۰ داور: عبود سنگاشکن |

| ۳۰ دی ۱۳۷۳ ۲ | پرسپولیس                 | ۲–۲ | استقلال                | تهران                                                       |
|              | پیوس ۵۱' · داداش‌زاده ۵۶' |     | ورمزیار ۷۹' · اختر ۸۷' | ورزشگاه: ورزشگاه آزادی تماشاگران: ۱۰۰٬۰۰۰ داور: احمد ابهران |

این دیدار به دلیل هجوم تماشاگران پرسپولیس به زمین ، بازی نیمه تمام ماند .پس از یک روز کمیته انضباطی نتیجه را 3 بر صفر به نفع استقلال اعلام کرد.

### برگشت نیمه‌نهایی
| ۷ بهمن ۱۳۷۳ ۲ | کشاورز | ۰–۰ | سایپا | تهران                  |
|               |        |     |       | ورزشگاه: ورزشگاه آزادی |

| ۷ بهمن ۱۳۷۳ ۲ | پرسپولیس | ۰–۰ | استقلال | بندرعباس                                                              |
|               |          |     |         | ورزشگاه: آزادی بندرعباس تماشاگران: بدون حضور تماشاگر داور: مهدی اخوان |

### رده‌بندی
بازی رده‌بندی که قرار بود بین دو تیم پرسپولیس و کشاورز تهران برگزار شود به دلیل کناره‌گیری تیم پرسپولیس انجام نشد.

### فینال
| فینال | سایپا          | ۱–۰ | استقلال | تهران                                    |
|       | فلاحت‌زاده ۱۱۰' |     |         | ورزشگاه: ورزشگاه آزادی تماشاگران: ۳۵٬۰۰۰ |

## قهرمان
| قهرمان جام آزادگان                    | صعود                    |
| ------------------------------------- | ----------------------- |
| باشگاه فوتبال سایپا تهران سایپا تهران | جام باشگاه‌های آسیا ۱۹۹۵ |

## جدول پایانی
| رتبه | تیم           | انتخابی                 |
| ---- | ------------- | ----------------------- |
| ۱    | سایپا         | جام باشگاه‌های آسیا ۱۹۹۵ |
| ۲    | استقلال تهران |                         |
| ۳    | کشاورز        |                         |
| ۴    | پرسپولیس      |                         |

## جدول گلزنان
| رتبه | نام            |    | باشگاه   |
| ---- | -------------- | -- | -------- |
| ۱    | فرشاد پیوس     | ۱۹ | پرسپولیس |
| ۲    | علی دایی       | ۱۵ | پرسپولیس |
| ۳    | سید کمال حسینی | ۱۲ | ذوب‌آهن   |
| ۳    | احمدرضا سهرابی | ۱۲ | پاس      |
| منبع |                |    |          |

## یادکرد منابع
1. ↑  صداقت، ۱۱۲.
2. ↑  صداقت، ۱۱۲.
3. ↑  صداقت، ۱۱۲.
4. ↑  صداقت، ۱۱۲.
5. ↑  صداقت، ۱۱۲.